# Nouvelle-Église
Nouvelle-Église (ndl.: "Nieuw(e)kerke") ist eine französische Gemeinde mit 709 Einwohnern (Stand: 1. Januar 2022) im Département Pas-de-Calais in der Region Hauts-de-France. Sie gehört seit 2017 zum Arrondissement Calais (zuvor Saint-Omer) und zum Kanton Marck (bis 2015: Kanton Audruicq). Die Einwohner werden Nouvellois genannt.

## Geographie
Nouvelle-Église liegt etwa 18 Kilometer südöstlich von Calais. Der Canal de Calais bildet die südliche Gemeindegrenze. Umgeben wird Nouvelle-Église von den Nachbargemeinden Oye-Plage im Norden, Vieille-Église im Osten, Audruicq im Süden und Südosten, Nortkerque im Südwesten sowie Offekerque im Westen.
Durch die Gemeinde führt die Autoroute A16.

## Bevölkerungsentwicklung
| Jahr                      | 1962 | 1968 | 1975 | 1982 | 1990 | 1999 | 2006 | 2012 |
| Einwohner                 | 283  | 291  | 268  | 276  | 322  | 343  | 468  | 535  |
| Quelle: Cassini und INSEE |      |      |      |      |      |      |      |      |

## Sehenswürdigkeiten
- Kirche Notre-Dame-du-Mont-Carmel aus dem Jahre 1875

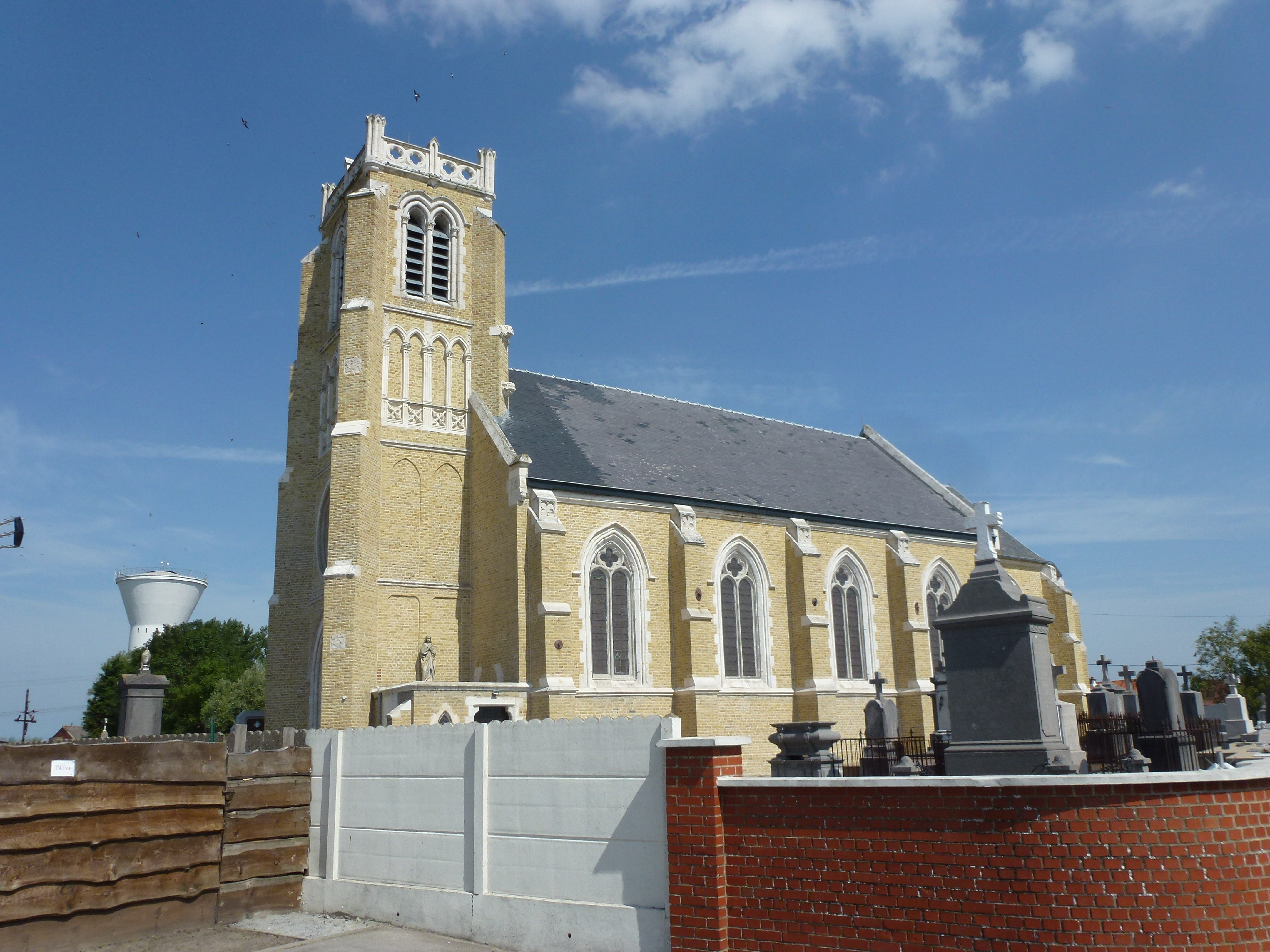
Kirche Notre-Dame-du-Mont-Carmel